# Lobelia stricta
Lobelia stricta är en klockväxtart som beskrevs av Olof Swartz. Lobelia stricta ingår i släktet lobelior, och familjen klockväxter. Inga underarter finns listade i Catalogue of Life.

## Bildgalleri

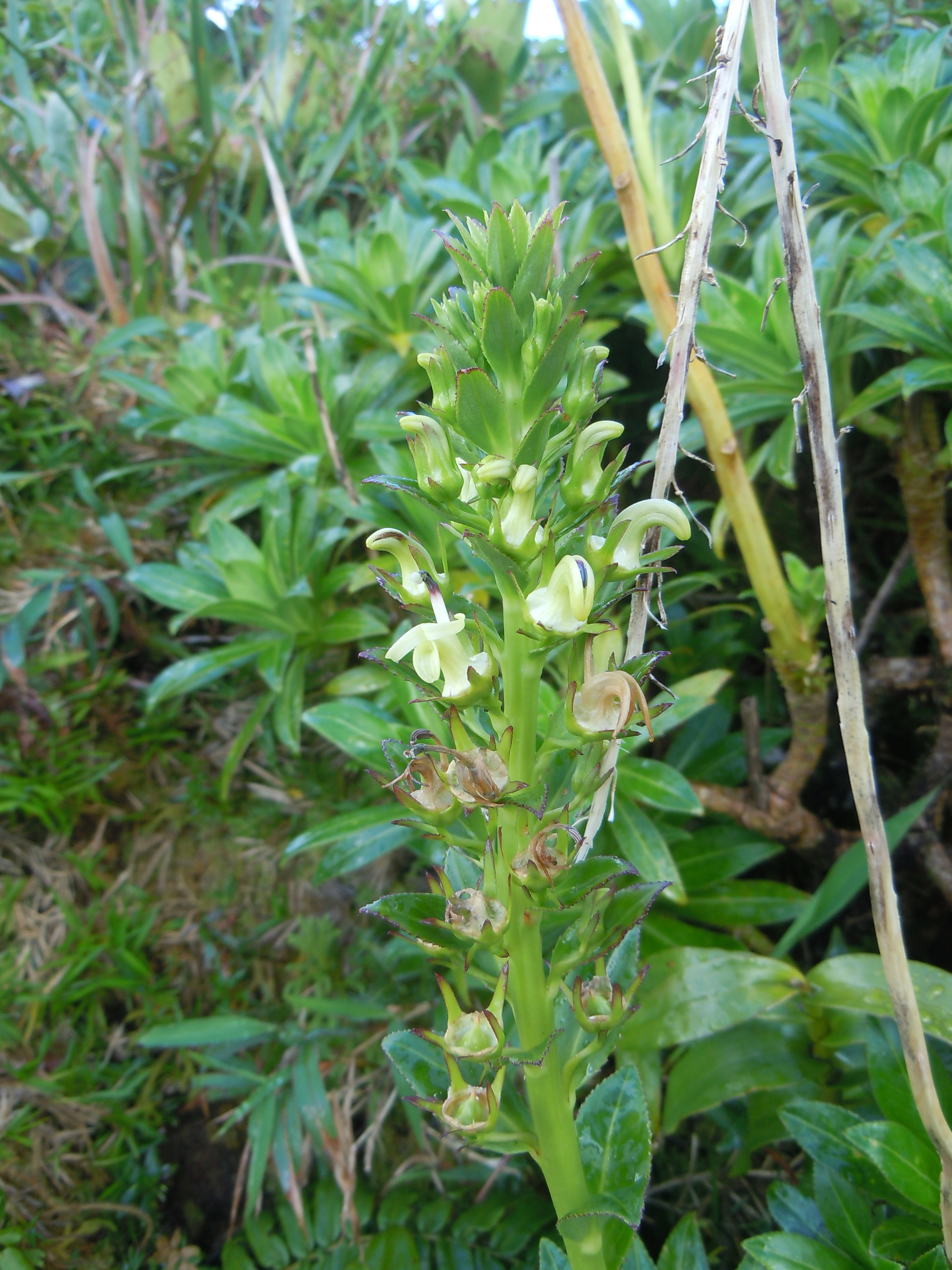
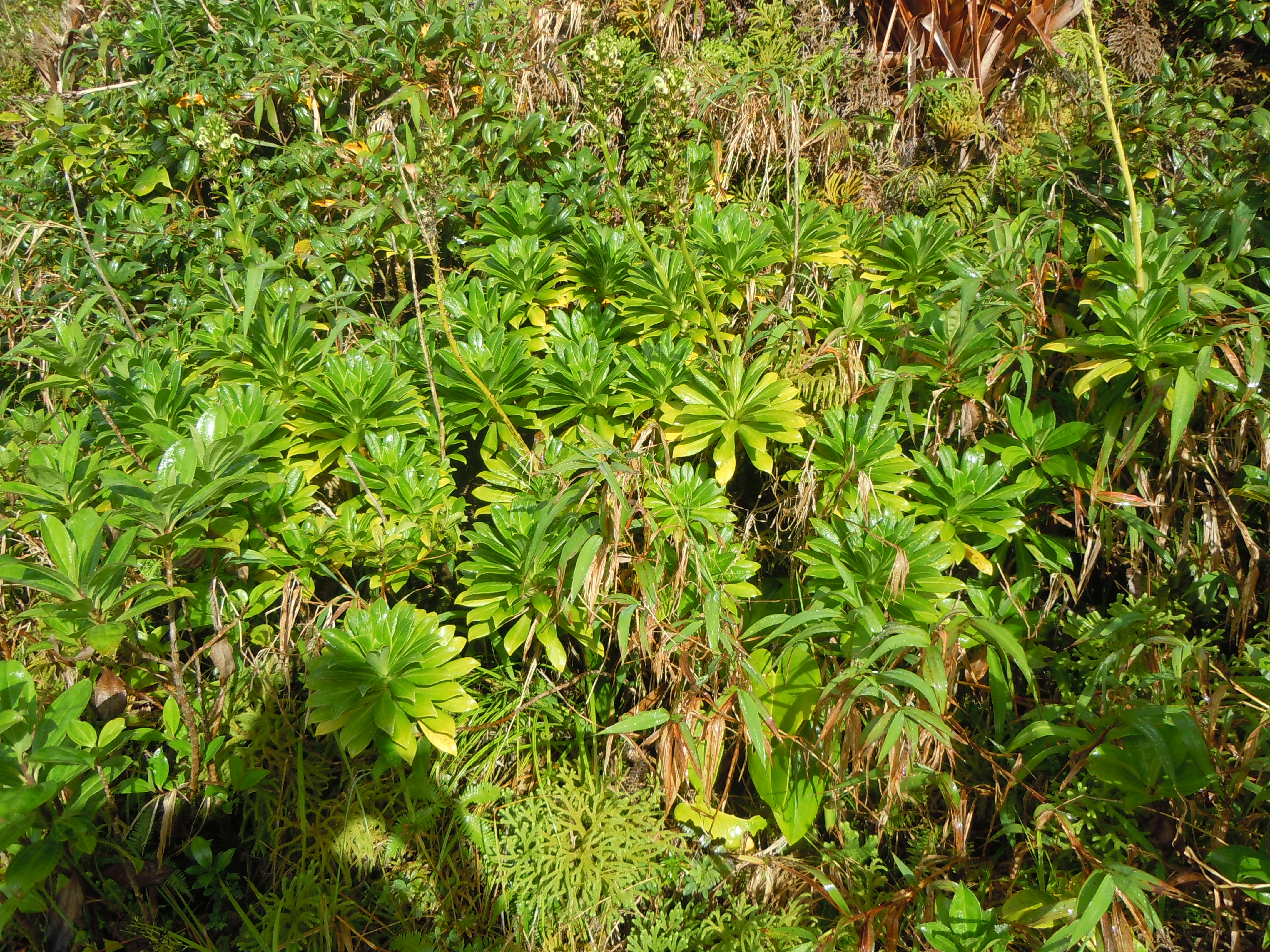